# فرانكلين ألين
فرانكلين ألين (بالإنجليزية: Franklin Allen)‏ هو اقتصادي بريطاني، ولد في 6 مارس 1956 في أمرشام ‏ في المملكة المتحدة.